# Herrenhaus Klein Kirschbaum
Das Herrenhaus Klein Kirschbaum war ein aus dem 19. Jahrhundert stammendes Herrenhaus im polnischen Trześniów in der Gmina Ośno Lubuskie in der historischen Neumark. Nahe dem Herrenhaus befindet sich ein Holzkreuz an der Stelle der zerstörten Dorfkirche.

## Geschichte
Seit dem 14. Jahrhundert waren die Johanniter Besitzer des Ortes. Örtliche Vasallen waren u. a. die von Grüneberg, die von Horn und die von Löben. Im Jahr 1802 ging der Besitz von Borcherts Erben für 51.000 Thaler an Johann Wilhelm Schulz/e über. Nach seinem Tode verkauften seine Erben 1834/38 das Gut in zwei Teilen für einen Gesamtpreis von 32.000 Thaler an Johann Hamscher; nach dessen Tod verkaufte es seine Tochter Elisabeth Caroline Wahrburg geb. Hamscher 1871/72 an Curt von Papritz.
Um 1865 betrug auf dem Gut Klein Kirschbaum als juristisch eigenständigen Ort die Grundsteuer-Hauptsumme 98 Thaler, für das eigentliche Dort Klein Kirschbaum 65 Thaler. Bis 1877 war Gut Klein Kirschbaum mit Pfandbriefen des Kur- und Neumärkischen Ritterschaftlichen Kreditinstitut beliehen.
Ab 1870 war August Wahrburg Besitzer. Seit 1872 gehörte es wieder der Familie Pappritz, die 1901 als von Pappritz geadelt wurden. Dies betraf auch den Ritterschaftsrat der Neumark und Politiker Curt von Pappritz, den späteren Ritterschaftsdirektor. Klein Kirschbaum mit 950 ha war Nebengut von Radach, 1800 ha, der Hauptwohnsitz der Gutsbesitzerfamilie war das Herrenhaus Radach. Gutsherr von Pappritz hatte mit seiner Frau Ida Karney zwei Töchter. Tochter Annemarie ehelichte zuerst den Offizier Georg Freiherr Schuler von Senden, nach der Scheidung 1917, den Rittmeister d. R. Gustav Schwanecke. Die jüngere Tochter Ursula von Pappritz (* 1890; † 1946) erbte Klein Kirschbaum. Sie war zuerst mit dem Generalssohn Otto-Ernst von Trotha (* 1878; † 1940) liiert, Scheidung 1920, sie hatten zusammen zwei Kinder, Albrecht-Dedo von Trotha (* 1910; † 1945) und Wiltrud-Alexandra von Trotha (* 1912; † 1998), beide in Berlin geboren. Dann heiratete sie 1921 Alexander von Bonin (* N. N.; † 1962). Ursula von Bonin investierte in das Gut, auf Basis eines Darlehens 1938. Sie blieb die Eigentümerin vom Herrenhaus und vom Gut bis 1945.

## Bauwerk
Das eingeschossige repräsentative Herrenhaus trug ein hohes Mansarddach. Die Gebäudefront war über fünf Achsen durch einen Mittelrisalit betont, der einen Dreiecksgiebel trug.